# Slovenská Nová Ves
Slovenská Nová Ves es un municipio del distrito de Trnava en la región de Trnava, Eslovaquia, con una población estimada a final del año 2024 de 555 habitantes.
Se encuentra ubicado en el centro de la región, cerca del río Váh (cuenca hidrográfica del Danubio) y de la frontera con la región de Bratislava.

## Demografía
| Año        | 1994 | 2004    | 2014     | 2024     |
| ---------- | ---- | ------- | -------- | -------- |
| Población  | 453  | 427     | 484      | 555      |
| Diferencia |      | −5,73 % | +13,34 % | +14,66 % |

| Año        | 2023 | 2024    |
| ---------- | ---- | ------- |
| Población  | 538  | 555     |
| Diferencia |      | +3,15 % |